# Majanggut I
Majanggut I is een bestuurslaag in het regentschap Pakpak Bharat van de provincie Noord-Sumatra, Indonesië. Majanggut I telt 818 inwoners (volkstelling 2010).